# ريد ألين
ريد ألين (بالإنجليزية: Red Allen)‏ هو عازف جاز أمريكي، ولد في 7 يناير 1908 في نيو أورلينز في الولايات المتحدة، وتوفي في 17 أبريل 1967 في نيويورك في الولايات المتحدة بسبب سرطان البنكرياس.

## وصلات خارجية
- ريد ألين على موقع IMDb (الإنجليزية)
- ريد ألين على موقع الموسوعة البريطانية (الإنجليزية)
- ريد ألين على موقع ميوزك برينز (الإنجليزية)
- ريد ألين على موقع إن إن دي بي (الإنجليزية)
- ريد ألين على موقع أول ميوزيك (الإنجليزية)
- ريد ألين على موقع ديسكوغز (الإنجليزية)